# Jessica Darlin
Jessica Darlin (Wilmington, Delaware; 22 de marzo de 1976) es una actriz pornográfica estadounidense.

## Biografía
Siendo adoptada de pequeña, Darlin creció en Coral Springs, Florida.
Conoció a Luis Cypher cuando tenía 17 en un concierto y se casó con él cuando cumplió 21.

## Carrera como actriz pornográfica
Comenzó siendo bailarina en un club nocturno cuando tenía 18, donde conoció a mucha gente que se dedicaba a filmar películas pornográficas. Cuando cumplió 21 años, Jessica y su marido se mudaron a Los Ángeles para comenzar en la industria pornográfica.
En su primera visita a la oficina de Jim South, se le avisó a este que el director de una película llamó informando que una de las actrices no se presentó, por lo que Jessica terminó tomando parte en la escena de la película, participando en una escena de sexo anal junto a 2 actores. La película se llamó "Sexual Initiations".
Ella formó parte de Elegant Angel luego de dos meses en la industria pornográfica.
Entre sus escenas se destacan el sexo anal y los tríos. Además se destaca su gusto por realizar escenas de sexo anal interracial.

## Premios
- 2004 Premios AVN por la Mejor escena de sexo Three-Way (Vídeo) – Weapons of Ass Destruction 2 (con Jules Jordan y Brian Pumper)[1]
- 2004 Premio AVN por Mejor escenas Lésbica(Vídeo) – The Violation of Jessica Darlin (con Brandi Lyons, Lana Moore, Hollie Stevens, Flick Shagwell, Ashley Blue y Crystal Ray)[1]